# Lista de regiões da Austrália
Esta é uma lista de regiões na Austrália que não são estados ou territórios da Austrália. A regionalização mais conhecida é a divisão governamental do estado em regiões para fins de Geografia econômica.
Outras regionalizações incluem as feitas para fins de gestão de terras, como agricultura ou conservação; recolha de informações, como estatística ou meteorológica. Embora a maioria das regionalizações tenha sido definida para fins específicos e dê limites específicos, muitas regiões terão nomes e extensões similares em diferentes regionalizações. Como resultado, os nomes e limites das regiões podem variar e podem se sobrepor em lugares populares.
Nem todas as regiões desta lista têm status oficial como uma região econômica ou administrativa.

## Tipos de regionalização australiana
A regionalização da Austrália é um sistema pelo qual Austrália é dividido em regiões. Há uma grande quantidade de regionalizações diferentes, criadas para uma série de propósitos, incluindo políticas, administrativas, estatísticas e biológicas.

### Regionalizações políticas e administrativas
A regionalização mais proeminente da Austrália é a divisão nos vários estados e territórios. Para fins eleitorais, o Senado da Austrália usa estados e territórios mas a Câmara dos Representantes da Austrália divide o país em Divisões. Cada estado é dividido de forma semelhante em "regiões", "distritos" ou "províncias" eleitorais, cada um dos quais elege membros para a casa ou casas do parlamento do estado. Finalmente, o país é dividido em Área do governo local, cada uma das quais é administrada por um conselho.
Podem existir outras regionalizações administrativas dentro de cada estado. Por exemplo, todo o continente Austrália Ocidental, além da área metropolitana Perth, é dividido em regiões Regiões da Austrália Ocidental para fins de administração da Lei de Comissões de Desenvolvimento Regional de 1993.

### Regionalizações estatísticas
Para os fins da geografia estatística, o Escritório australiano de estatística usa a Classificação Geográfica Padrão Australiana, uma regionalização hierárquica cujo nível mais grosso é os estados e territórios, então divisão estatística, subdivisão estatística, área local estatísticas, e, finalmente, distrito de coleta de recenseamentos.

### Regionalizações biogeográficas
Até recentemente, a maioria das biogeográficas e fitogeográficas regionalizações da Austrália eram individualmente definidas para cada estado e território; Por exemplo: regionalização botânica de Gwen Harden de Nova Gales do Sul; Regionalização das "regiões naturais" de Orchard da Tasmânia; E John Stanley Beard da divisão da Austrália Ocidental em Províncias Botânicas e Distritos Botânicos.
Mais recentemente, foram colocadas duas regionalizações que abrangem todo o país. A regionalização World Wildlife Fund do mundo em 825 ecorregiões terrestres criou 40 ecorregiões na Austrália. No entanto, na Austrália, a regionalização padrão de fato é agora a Regionalização Biogeográfica Interina para a Austrália (IBRA). Isso divide a Austrália em 85 biorregiões, que são ainda divididas em 404 sub-regiões.

### Outros
Há uma série de outras regionalizações da Austrália, incluindo:
- Regionalizações meteorológicas e climáticas, conforme definido e utilizado pelo Bureau of Meteorology;
- Áreas de captação e sistemas de drenagem;
- Regionalizações geológicas
- Divisões cadastrais da Austrália

## Multi-estado/territorial
- Capital Country – ACT/NSW
- Austrália Oriental – NSW/QLD/VIC/ACT, às vezes incluindo SA e TAS
- Costa leste da Austrália – também conhecido como Costa leste
- Bacia do Lago Eyre – QLD/SA/NT/NSW
- Bacia do Murray-Darling – NSW/ACT/VIC/QLD/SA
- Austrália do Norte – NT/QLD/parte da WA
- Planície de Nullarbor – SA/WA
- Outback –  principalmente NT e WA, mas todos os territórios, exceto ACT e TAS
- Austrália do Sul – TAS/VIC/SA, as vezes incluindo NSW e WA
- Sunraysia –  uma parcela de NSW e VIC
- Outback

## Nova Gales do Sul
- Região da Capital Australiana
- Montanhas Azuis
- Costa Central
- Oeste Central
- Grande Sydney Ocidental
- Extremo Ocidente
- Vale Hunter
- Illawarra (Wollongong)
- Nova Inglaterra (noroeste)
- Murray
- Costa do Médio Norte
- Costa do Norte
- Rios do Norte
- Orana
- Riverina
- Montes Snowy
- Costa do Sul
- Sydney

## Território do Norte
- Terra de Arnhem
- Top End

## Queensland
- Península de Cape York
- Costa do Caprisórnio
- Queensland Central
- Darling Downs
- Costa Dourada
- Costa do Sol
- Ilhas Whitsunday

## Austrália do Sul
- Planícies de Adelaide
- Vale de Barossa
- Península de Eyre
- Extremo Norte
- Cordilheira Flinders
- Ilha Kangaroo
- Costa de Calcário
- Médio-Norte
- Riverland
- Península de Yorke

## Tasmânia
- Terras Altas Centrais
- Midlands
- Costa Ocidental

## Victoria
Ver também o Mapa de regiões de Victoria do Bureau de Meteorologia.
Oficial
As seis regiões oficiais de Victoria são:
- Barwon Sudoeste
- Gippsland
- Grampians
- Melbourne
- Hume
- Loddon Mallee
- Mallee
- Península de Mornington
- Alpes Victorianos
- Distrito do Oeste
- Wimmera
- Vale de Yarra

## Austrália Ocidental
Artigo principal: Regiões da Austrália Ocidental
Ver também o Mapa das regiões da Austrália Ocidental do Bureau de Meteorologia.